# Дмитриевский Боровок
Дмитриевский Боровок — село в Александро-Невском районе Рязанской области, входит в состав Каширинского сельского поселения.

## Географическое положение
Село расположено на берегу реки Хупта в 4 км на восток от центра поселения посёлка Каширин и в 6 км на северо-восток от райцентра посёлка Александро-Невский.

## История
Дмитриевский Боровок в качестве села Дмитриевского с церковью великого мученика Димитрия Селунского упоминается в Ряжских окладных книгах 1676 года. Вместо упоминаемой в XVII веке деревянной и обветшавшей церкви в честь св. Димитрия Селунского в 1772 году владельцем села Яковом Васильевичем Римским-Корсаковым построена была новая деревянная церковь в прежнее храмонаименование. В 1859 году построена была новая деревянная Дмитриевская церковь с такой же колокольней. В 1878 году она была значительно распространена на сумму пожертвованную от прихожан. 
В XIX — начале XX века село входило в состав Якимецкой волости Раненбургского уезда Рязанской губернии. В 1906 году в селе было 106 дворов.
С 1929 года село являлось центром Дмитриевского сельсовета Новодеревенского района Рязанского округа Московской области, с 1937 года — в составе Рязанской области, с 2005 года — в составе Каширинского сельского поселения.

## Население
| 1859 | 1897 | 1906 | 2010 | 2023 |
| ---- | ---- | ---- | ---- | ---- |
| 636  | ↗644 | ↗813 | ↘41  | →41  |